# Flavivirus
Flavivirus (Flaviviridae) är en virusfamilj bestående av RNA-virus. Exempel på sjukdomar orsakade av virus tillhörande familjen är gula febern, hepatit C, TBE, japansk encefalit, zikafeber och denguefeber.